# Південна Корея на зимових Олімпійських іграх 1992
Південна Корея на зимових Олімпійських іграх 1992 року, які проходили у французькому місті Альбервіль, була представлена 23 спортсменами (19 чоловіками та 4 жінками) в 6 видах спорту. Прапороносцем на церемоніях відкриття та закриття Олімпійських ігор був ковзаняр Лі Єнг Га.
Південнокорейські спортсмени вибороли 4 медалі, з них 2 золотих, 1 срібну та 1 бронзову. Олімпійська збірна Південної Кореї зайняла 25 загальнокомандне місце.

## Медалісти
| Медаль | Спортсмени                                  | Вид спорту          | Дисципліна                 |
| ------ | ------------------------------------------- | ------------------- | -------------------------- |
| Золото | Кім Кі Хун                                  | Шорт-трек           | 1000 м (чоловіки)          |
| Золото | Кім Кі Хун Лі Джун Хо Мо Джі Су Сон Дже Гин | Шорт-трек           | естафета 5000 м (чоловіки) |
| Срібло | Кім Юн Ман                                  | Ковзанярський спорт | 1000 м (чоловіки)          |
| Бронза | Лі Джун Хо                                  | Шорт-трек           | 1000 м (чоловіки)          |

## Біатлон
| Спортсмен                                            | Дисципліна                          | Час       | Місце |
| ---------------------------------------------------- | ----------------------------------- | --------- | ----- |
| Гонг Бйонг Сік                                       | спринт 10 км, чоловіки              | 32:59.2   | 84    |
| Гонг Бйонг Сік                                       | індивідуальна гонка 20 км, чоловіки | 1:15:06.7 | 87    |
| Чжанг Донг Лін                                       | спринт 10 км, чоловіки              | 34:44.2   | 88    |
| Чжанг Донг Лін                                       | індивідуальна гонка 20 км, чоловіки | 1:17:06.9 | 88    |
| Кім Вун Кі                                           | спринт 10 км, чоловіки              | 35:05.8   | 89    |
| Ган Мюнг Хі                                          | спринт 10 км, чоловіки              | 35:48.9   | 90    |
| Ган Мюнг Хі                                          | індивідуальна гонка 20 км, чоловіки | 1:19:28.1 | 89    |
| Кім Вун Кі Гонг Бйонг Сік Чжанг Донг Лін Ган Мюнг Хі | естафета 4 × 7.5 км, чоловіки       | 1:47:24.4 | 21    |

## Гірськолижний спорт
| Спортсмен    | Дисципліна                            | Результат         | Місце |
| ------------ | ------------------------------------- | ----------------- | ----- |
| Чой Йонг Гі  | швидкісний спуск, чоловіки            | 2:04.85           | 39    |
| Чой Йонг Гі  | комбінація швидкісний спуск, чоловіки | 1:55.68           | 47    |
| Чой Йонг Гі  | комбінація слалом, чоловіки           | 2:00.97           | 33    |
| Чой Йонг Гі  | гігантський слалом, чоловіки          | не фінішував      | -     |
| Чой Йонг Гі  | слалом, чоловіки                      | 2:03.73           | 27    |
| Чой Йонг Гі  | супергігант, чоловіки                 | 1:22.75           | 63    |
| Гур Сонг Вук | комбінація швидкісний спуск, чоловіки | 1:55.27           | 46    |
| Гур Сонг Вук | комбінація слалом, чоловіки           | не фінішував      | -     |
| Гур Сонг Вук | гігантський слалом, чоловіки          | дискваліфікований | -     |
| Гур Сонг Вук | слалом, чоловіки                      | не фінішував      | -     |
| Гур Сонг Вук | супергігант, чоловіки                 | 1:20.96           | 54    |

## Ковзанярський спорт
| Спортсмен       | Дисципліна       | Час     | Місце |
| --------------- | ---------------- | ------- | ----- |
| Кім Юн Ман      | 500 м, чоловіки  | 37.60   | 10    |
| Кім Юн Ман      | 1000 м, чоловіки | 1:14.86 | 2     |
| Джегал Сун Рєол | 500 м, чоловіки  | 37.71   | 12    |
| Джегал Сун Рєол | 1000 м, чоловіки | 1:17.34 | T26   |
| Лі Ін Гун       | 500 м, чоловіки  | 38.74   | 31    |
| Лі Ін Гун       | 1000 м, чоловіки | 1:19.08 | 39    |
| О Єнг Сеок      | 1500 м, чоловіки | 2:02.17 | 39    |
| Ю Сун Хі        | 500 м, жінки     | 41.28   | 9     |
| Ю Сун Хі        | 1000 м, жінки    | 1:23.49 | 11    |

## Лижні перегони
| Спортсмен                                         | Дисципліна                           | Результат      | Місце |
| ------------------------------------------------- | ------------------------------------ | -------------- | ----- |
| Парк Б'юнг Чул                                    | 10 км класичним стилем, чоловіки     | 31:10.0        | 40    |
| Парк Б'юнг Чул                                    | 10 км гонка переслідування, чоловіки | 45:20.4        | 51    |
| Парк Б'юнг Чул                                    | 30 км класичним стилем, чоловіки     | 1:33:01.8      | 55    |
| Ан Їн Су                                          | 10 км класичним стилем, чоловіки     | 34:26.4        | 77    |
| Ан Їн Су                                          | 10 км гонка переслідування, чоловіки | 53:14.2        | 79    |
| Ан Їн Су                                          | 30 км класичним стилем, чоловіки     | 1:40:24.7      | 70    |
| Кім Кванг Рай                                     | 10 км класичним стилем, чоловіки     | 35:26.8        | 85    |
| Кім Кванг Рай                                     | 10 км гонка переслідування, чоловіки | 53:51.4        | 81    |
| Кім Кванг Рай                                     | 30 км класичним стилем, чоловіки     | 1:41:34.4      | 71    |
| Ві Джай Вук                                       | 10 км класичним стилем, чоловіки     | 36:53.7        | 95    |
| Ві Джай Вук                                       | 10 км гонка переслідування, чоловіки | 55:39.1        | 86    |
| Ві Джай Вук                                       | 30 км класичним стилем, чоловіки     | Did not finish | -     |
| Парк Б'юнг Чул Ан Їн Су Кім Кванг Рай Ві Джай Вук | естафета 4 × 10 км, чоловіки         | 2:01:01.4      | 15    |

## Фігурне катання
| Спортсмен   | Дисципліна                 | Місце |
| ----------- | -------------------------- | ----- |
| Юнг Сунг Іл | одиночне катання, чоловіки | 21    |
| Лі Он Хі    | одиночне катання, жінки    | 27    |

## Шорт-трек
| Спортсмен                                   | Дисципліна                | Гіти    | Гіти  | Чвертьфінали | Чвертьфінали | Півфінали  | Півфінали  | Фінал      | Фінал |
| Спортсмен                                   | Дисципліна                | Час     | Місце | Час          | Місце        | Час        | Місце      | Час        | Місце |
| ------------------------------------------- | ------------------------- | ------- | ----- | ------------ | ------------ | ---------- | ---------- | ---------- | ----- |
| Кім Кі Хун                                  | 1000 м, чоловіки          | 1:33.79 | 1st   | 1:32.67      | 1st          | 1:32.12    | 1st        | 1:30.76    | 1     |
| Лі Джун Хо                                  | 1000 м, чоловіки          | 1:39.30 | 2nd   | 1:33.51      | 1st          | 1:31.27    | 1st        | 1:31.16    | 3     |
| Сон Дже Гин                                 | 1000 м, чоловіки          | 1:37.86 | 3rd   | не пройшов   | не пройшов   | не пройшов | не пройшов | не пройшов | 20th  |
| Кім Кі Хун Лі Джун Хо Сон Дже Гин Мо Джі Су | естафета 5000 м, чоловіки |         |       | 7:14.07      | 1st          | 7:20.57    | 1st        | 7:14.02    | 1     |
| Чон Лі Гьон                                 | 500 м, жінки              | 48.18   | 2nd   | 48.25        | 3rd          | не пройшла | не пройшла | не пройшла | 12th  |
| Кім Со Хі                                   | 500 м, жінки              | 50.99   | 1st   | 54.90        | 3rd          | не пройшла | не пройшла | не пройшла | 9th   |